# Haih Or Amortecedor
Haih Or Amortecedor è il nono album discografico in studio del gruppo musicale rock brasiliano degli Os Mutantes, pubblicato nel 2009. Il disco rappresenta un clamoroso ritorno considerando che il precedente album in studio era stato registrato nel 1976.

## Tracce
Versione "mondo"
1. Hymns of the World P.1 (Intro)
2. Querida Querida
3. Teclar
4. 2000 e Agarrum
5. Baghdad Blues
6. O Careca
7. O Mensageiro
8. Anagrama
9. Samba Do Fidel
10. Neurociência do Amor
11. Nada Mudou
12. Gopala Krishna Om
13. Hymns Of The World P.2 (Final)

Versione Brasile
1. Hymns of the World P.1
2. Amortecedor
3. Querida Querida
4. Teclar
5. 2000 E Agarrum
6. Bagdad Blues
7. Zheng He
8. Singing The Blues
9. O Mensageiro
10. O Careca
11. Anagrama
12. Samba Do Fidel
13. Neurociencia Do Amor
14. Call Me
15. Hymns Of The World P.2